# La pensione Eva
La pensione Eva è un romanzo di Andrea Camilleri, a metà tra opera autobiografica e romanzo di formazione, pubblicato dall'editore Arnoldo Mondadori Editore nel 2006.
Eppure, avverte Camilleri in una nota posta al termine del romanzo: «Quanto scritto intende essere semplicemente una vacanza narrativa che mi sono voluto pigliare nell'imminenza degli ottanta anni»; per poi proseguire: «Desidero avvertire che il racconto non è autobiografico, anche se ho prestato al mio protagonista il diminutivo col quale mi chiamavano i miei famigliari e i miei amici. È autentico il contesto. E la pensione Eva è veramente esistita…».
Camilleri sta barando: i sentimenti e le passioni che vivono i giovanissimi personaggi del romanzo sono indiscutibilmente suoi, quelli di un anziano che, alla soglia degli ottant'anni, rievoca la memoria dei tempi passati colorandola dei toni della gioventù. Ma l'esercizio narrativo manca di spessore, lasciando le storie a un livello superficiale, che non permette loro di collegarsi pienamente alla loro epoca.
Seguendo la strada di Gabriel García Márquez, un autore apprezzato dall'autore siciliano, che col romanzo Memoria delle mie puttane tristi, uscito nel 2004, rivive ormai in età avanzata l'esperienza giovanile di amori carnali e ne fa una riflessione sulla vita che sta per finire.

## Trama
Nenè, appena dodicenne, sospetta che la "Pensione Eva" sia qualcosa di diverso da quelle che comunemente sono luoghi di soggiorno a metà tra le locande e gli alberghi che ci sono in Vigata. È una strana pensione che di giorno, quando le altre sono affollate, sembra essere del tutto deserta. Ha provato ad entrare ma ne è stato scacciato perché troppo piccolo: la cagione Nenè non l'ha capita ma l'ha fatto arrossire di vergogna.
Con la cugina Angela, Nenè inizia la strada verso la scoperta del sesso con quel gioco del malato e del dottore che tanti hanno praticato nella loro preadolescenza, almeno quelli della generazione di Camilleri. E, come tanti, giunto all'età della prima Comunione si scontra con la morale cattolica che lo avverte che quello che facevano con la cugina nella soffitta di casa erano cose vastase, che erano piccato mortali. Ma sarà proprio Angela a fargli finalmente capire che cosa succede nella Pensione Eva.
La storia di Nenè s'intreccia con quella dei suoi amici Jacolino e Ciccio che prima da adolescenti e poi da giovanotti trascorrono gli anni che li separano dallo scoppio della seconda guerra mondiale frequentando abitualmente la pensione Eva.
Nenè in particolare è affascinato dalle storie che le giovani prostitute gli raccontano ed è convinto che quei racconti gli faranno capire qualcosa di più su come va il mondo e la vita.
Le giovani donne raccontano storie strane ed incredibili come quella del cavalier Calcedonio, afflitto da impotenza, che sotto un terribile bombardamento recupera miracolosamente la sua virilità o l'episodio della "puttana comunista" Tatiana che collabora con la resistenza partigiana.
Tutto finisce quando su Vigata si abbatte la guerra che mette in secondo piano ogni altro aspetto della vita se non quello di sopravvivere. 
Tornato al suo paese dopo le vicissitudini dei bombardamenti Nenè stenta a riconoscere i luoghi dove sorgeva la pensione Eva che infatti non c'è più e al suo posto si estende un grande spiazzo vuoto pieno di macerie. Nenè si sente chiamare: è il suo amico Ciccio con cui festeggerà il ritorno alla vita.
 
«Mangiare, viviri e ascutare la risacca. Con l'amico arritrovato. Che c'era di meglio nni la vita? La guerra era passata, pareva accussì lontana che forse non c'era mai stata veramente. Vuoi vidiri che se l'erano insognata?»

## Edizioni
- La Pensione Eva, Collana Scrittori italiani e stranieri, Milano, Arnoldo Mondadori Editore, 2006,  pp. 188, cap. 5, ISBN 88-04-55434-7.
- La Pensione Eva, con un'intervista di Antonio D'Orrico a Camilleri, Collana La memoria, Palermo, Sellerio, 2021, ISBN 978-88-389-4165-8.